# Erik Widmark

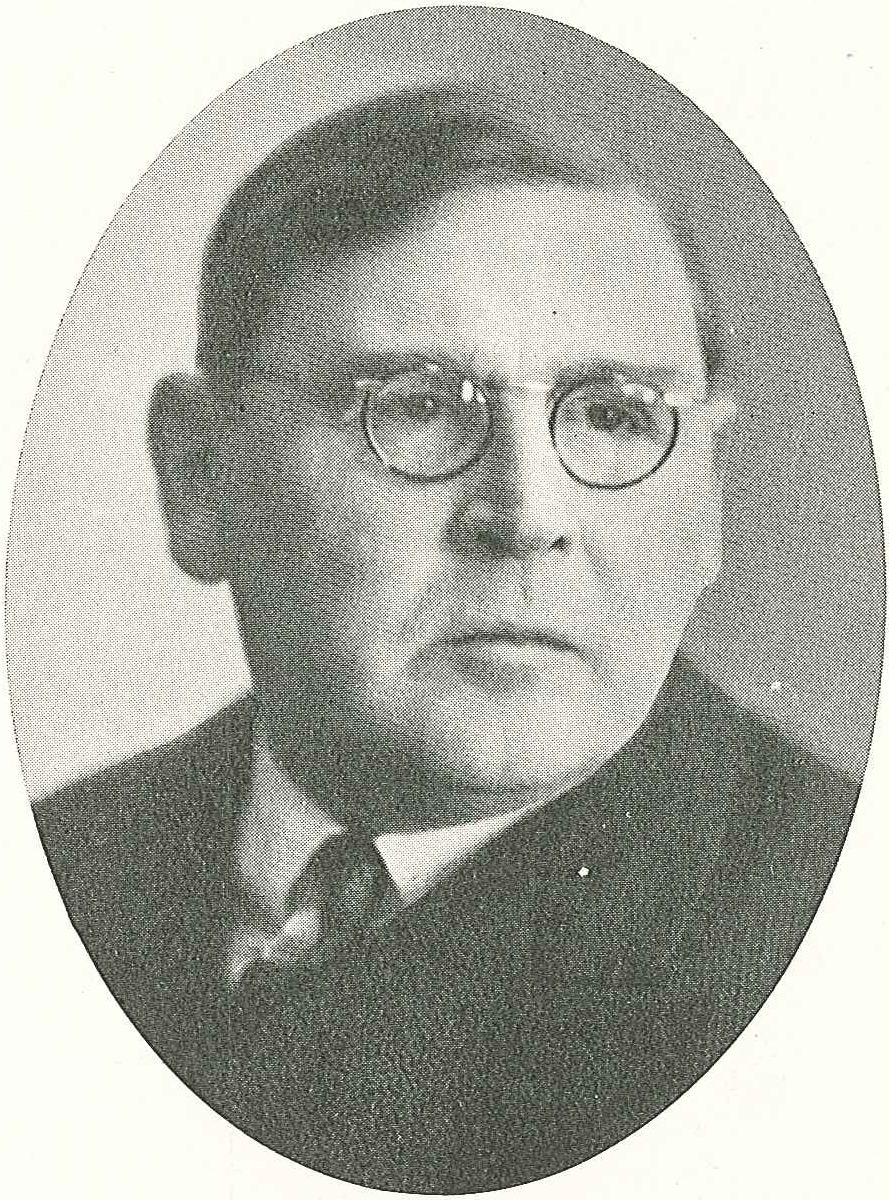
Erik Widmark.

Erik Matteo Prochet Widmark, född den 13 juni 1889 i Helsingborg, död den 30 april 1945, var en svensk kemist, professor i medicinsk kemi vid Lunds universitet. Han var son till ingenjör Wilhelm Widmark, brorson till läkaren Johan Widmark och bror till arkitekten Gustav Wilhelmsson Widmark.
Widmark disputerade 1917 i Lund för medicine doktorsgrad, blev 1918 docent i fysiologi och utsågs 1920 till professor i medicinsk och fysiologisk kemi i Lund. Han är mest känd för att 1922 ha utvecklat en metod för bestämning av blodalkoholkoncentrationen. Han var den förste forskare som systematiskt utforskade etanolens absorption, fördelning och utsöndring i människokroppen. Han formulerade sina resultat i det som kommit att kallas Widmarkformeln för beräkning av blodalkoholkoncentration. Widmarks insatser har varit av stor betydelse för mätning och beräkning av alkoholkoncentrationen i samband med bekämpning av rattfylleri.
Organisationen International Council on Alcohol, Drugs and Traffic Safety (ICADTS) inrättade 1965 the Widmark Award för forskning inom sitt område.
Erik Widmark invaldes 1938 som ledamot av Kungliga Vetenskapsakademien. Han var mellan åren 1929 och 1933 ordförande för Medicinska Föreningen och var från 1938 inspektor för Helsingkrona nation. 
Widmark gifte sig 18 september 1913 i Christiana med norska målaren och skulptören Nora Larsen. Han är gravsatt på Nya kyrkogården i Helsingborg.